# インドミタブル (空母)
インドミタブル (英語: HMS Indomitable, 92) はイギリス海軍の航空母艦。イラストリアス級の改良型で搭載機数の増加が図られている。ヴィッカース・アームストロング社（バロー・イン・ファーネス）にて建造された。「indomitable」は「不屈」の意味で、イギリス海軍の艦艇としてはインヴィンシブル級巡洋戦艦のインドミタブルに続いて2代目。

## 設計
| 時期       | 機数 | 搭載機 |
| ---------- | ---- | --- |
| 1941年10月 | 12機 | 第800飛行隊（フルマー×12） |
| 1942年4月  | 45機 | 第800飛行隊（フルマー×12） 第827飛行隊（アルバコア×12） 第831飛行隊（アルバコア×12） 第880飛行隊（シーハリケーン×9）                                             |
| 1942年5月  | 45機 | 第800飛行隊（フルマー×8） 第806飛行隊（フルマー×4） 第827飛行隊（アルバコア×12） 第831飛行隊（アルバコア×12） 第880飛行隊（シーハリケーン×9）                    |
| 1942年8月  | 58機 | 第800飛行隊（シーハリケーンIB×12） 第806飛行隊（マートレットII×10） 第827飛行隊（アルバコア×12） 第831飛行隊（アルバコア×12） 第880飛行隊（シーハリケーンIB×12） |
| 1943年5月  | 45機 | 第807飛行隊（シーファイアLIIC×12） 第817飛行隊（アルバコア×15） 第880飛行隊（シーファイアIIC×14） 第899飛行隊（シーファイアIIC×14）                              |
| 1944年8月  | 48機 | 第815飛行隊（バラクーダII×12） 第817飛行隊（バラクーダII×12） 第1839飛行隊（ヘルキャット×12） 第1844飛行隊（ヘルキャット×12）                                    |
| 1944年12月 | 50機 | 第857飛行隊（アベンジャーII×21） 第1839飛行隊（ヘルキャットI×15） 第1844飛行隊（ヘルキャット×14）                                                                |
| 1945年1月  | 50機 | 第857飛行隊（アベンジャーII×21） 第1839飛行隊（ヘルキャットI×15） 第1844飛行隊（ヘルキャットI×14）                                                               |
| 1945年2月  | 44機 | 第857飛行隊（アベンジャーII×15） 第1839飛行隊（ヘルキャットI・II×15） 第1844飛行隊（ヘルキャットI・II×14）                                                       |
| 1945年5月  | 48機 | 第857飛行隊（アベンジャーII×15） 第1839飛行隊（ヘルキャットI・II×17） 第1844飛行隊（ヘルキャットI・II×16）                                                       |

## 艦歴
ヴィッカース・アームストロングのバロー造船所で建造。1941年8月26日に竣工した。独ソ戦開始時にイギリス海軍本部が練っていた極東のシンガポール防衛に関する計画は、ネルソン級戦艦、R級戦艦、巡洋戦艦「レナウン」および空母「アークロイヤル」、「ハーミーズ」を東洋艦隊に増強し、南方に侵攻してくるであろう日本の陸軍や海軍を阻止するという方針であった。ところがウィンストン・チャーチル首相は「R級戦艦のような旧式艦を多数送るより、新鋭艦を基幹とする小規模部隊を送るのが妥当である。」と結論し、戦艦「プリンス・オブ・ウェールズ」、巡洋戦艦「レパルス」、空母「インドミタブル」の極東派遣が決まる。8月時点の軍令部次長だったトーマス・フィリップス中将（大将）が、東洋艦隊司令長官としてZ部隊（当初の名称はG部隊）を率いる運命を背負った。
就役したばかりの「インドミタブル」は、基礎訓練が必要だった。1941年11月18日、「インドミタブル」は船団と共にイギリスから出航した。途中、ドイツの偵察機がいるとの情報を受けてアルバコア6機とフルマー2機が調査に向かったが、フルマー2機は未帰還となった。片方の機の乗員は発見され救助された。「インドミタブル」はバミューダ諸島経由で11月3日にジャマイカのキングストンに到着したが、そこで座礁した。
離礁作業にはコルベット「Clarkia」とカナダ掃海艇「クインテ」、「Clayoquot」が投入され、座礁から約9時間後に離礁に成功した。
既述のように「インドミタブル」はZ部隊の直衛空母としてシンガポールに回航される予定だったが、この座礁で入渠修理する必要が生じ、代艦として軽空母「ハーミーズ」が東洋艦隊に編入された。
東洋艦隊（Z部隊）が「インドミタブル」の修理を待たず、さらに「ハーミーズ」すら随伴しなかったことは、マレー沖海戦でZ部隊の主力艦2隻が沈没し、フィリップス長官が戦死する大きな要因となった。また極東派遣時の「インドミタブル」に所属していた艦上戦闘機は、シーハリケーンが9機、フルマーが12機であった。零式艦上戦闘機が航空戦に介入した場合、本艦も陸上攻撃機の餌食になりマレー沖海戦で沈没していた可能性もある。「インドミタブル」の修理はアメリカ合衆国東海岸のノーフォーク海軍造船所でおこなわれた。
修理完了後、12月18日に出航し、南アフリカ経由で1942年1月11日にアデンに到着した。「インドミタブル」は、シンガポールへ50機のハリケーン戦闘機を輸送する任務（セモリナII作戦）につくためポート・スーダンへ移動し、そこでハリケーンを搭載した。ただし、搭載時に2機が損傷したため、実際に搭載した第232飛行隊と第258飛行隊のハリケーンは合計48機であった。「インドミタブル」は1月15日にポート・スーダンから出航し、1月27日と28日にハリケーンを発進させ、2月2日にセイロン島トリンコマリーに寄港した。2月15日、極東における英連邦の最重要拠点シンガポール基地は陥落し、イギリスは戦略の見直しを迫られる。
2月25日、ポートスーダン到着。「インドミタブル」は第30飛行隊や第261飛行隊など、計48機のハリケーン戦闘機を載せ、2月27日に出港した。日本軍の蘭印作戦によりオランダ領東インドも大部分が占領され、ABDA艦隊もスラバヤ沖海戦とバタビア沖海戦で壊滅する。残存する連合国の海上兵力や航空兵力はジャワ島から撤退した。その一方で、イギリス軍はセイロン島を防衛するため東洋艦隊を大幅に増強する。空母に関しては、従来から東洋艦隊で行動中の本艦に加えて、姉妹艦「フォーミダブル (HMS Formidable, R67) 」がインド洋に進出した。
3月9日、ジャワ島は日本軍により占領された。3月22日、アメリカ西海岸で修理を終えた戦艦ウォースパイト (HMS Warspite) がトリンコマリーに到着し、27日には新任の東洋艦隊司令長官ジェームズ・サマヴィル提督が将旗を掲げた。この時点での東洋艦隊は、サマヴィル提督直率のA部隊（戦艦ウォースパイト、空母フォーミダブル、インドミタブル、重巡ドーセットシャー、コーンウォール、護衛の軽巡や駆逐艦など）と、リヴェンジ級戦艦4隻と軽空母「ハーミーズ」などで編成されたB部隊に分割されていた。日本海軍の機動部隊に備えて、寄せ集めの東洋艦隊は洋上で演習を繰り返した。
4月5日、日本海軍の南雲機動部隊がセイロン島コロンボを空襲し、分離行動中の重巡2隻が撃沈された。東洋艦隊の大部分はアッドゥ環礁を拠点に行動しており、南雲機動部隊の攻撃を躱すことが出来た。4月7日、南雲機動部隊がトインコマリーを空襲し、分離行動中の軽空母や護衛部隊が撃沈された。南雲機動部隊はコロンボとトインコマリーを空襲しただけで満足し、日本列島に戻っていった。東洋艦隊は危ういところで虎口を逃れたのである。しかしセイロン島はもちろんのこと、アッドゥ環礁も安全とはいえず、東洋艦隊の根拠地はケニヤモンバサのキリンディニ港にまで後退した。
イギリス軍は「日本軍はセイロン島を攻略したあと、マダガスカルの良港を入手してアフリカ攻略の橋頭堡とするのではないか？」と懸念し、日本軍より先にマダガスカルを占領することを決意した。1942年5月、イギリス軍はアイアンクラッド作戦（マダガスカル侵攻作戦）を発動する。「インドミタブル」、空母「イラストリアス」や他の多数の艦艇は作戦準備のため南アフリカのダーバンに集結した。攻撃は5月5日にクーリエ湾で開始された。5月8日に「インドミタブル」はヴィシー政権側のフランス潜水艦「モンジュ」に雷撃されるが魚雷ははずれ、同艦は駆逐艦「アクティヴ」や「パンサー」により撃沈された。

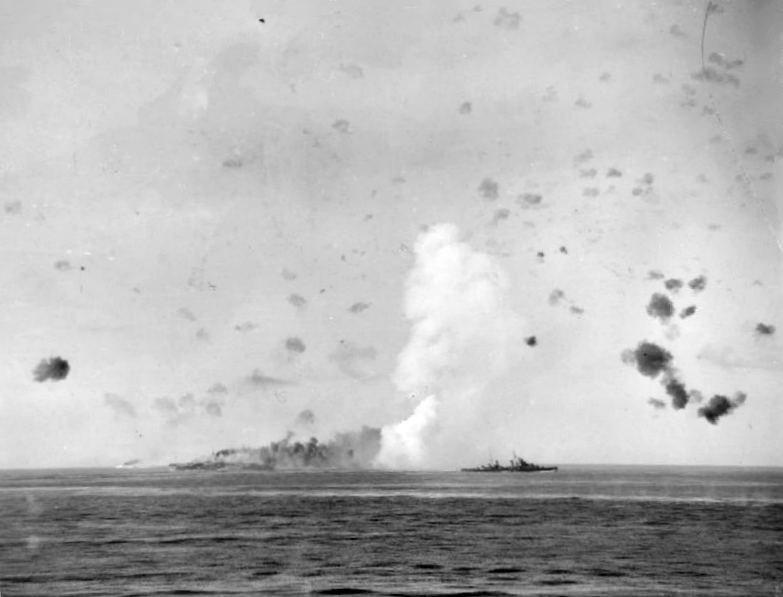
1942年のペデスタル作戦時に撮られた「インドミタブル」

6月5日、日本海軍機動部隊はミッドウェー海戦で壊滅し、日本海軍がインド洋で大規模攻勢をかけてくる恐れは消えた。本艦を含め、インド洋で活動していたイラストリアス級空母は地中海にむかう。本艦が次に参加した作戦は、ジブラルタルを拠点とするH部隊が実施したペデスタル作戦であった。これは陥落寸前の英領マルタに対する大規模輸送作戦である。「インドミタブル」は喜望峰経由で大西洋に入り、他の参加艦艇と合流後、地中海に入って地中海攻防戦に参加する。ペデスタル作戦に従事してマルタ島にむけ進撃中の8月12日、ドイツ空軍の第3急降下爆撃航空団に所属するJu-87 ストゥーカから急降下爆撃を受けた。スツーカ12機は2機未帰還と引き換えに、爆弾2発と至近弾2発を浴びせた。「インドミタブル」は大破し、44名が戦死した。この損傷の修理はリヴァプールで行われた。
1943年2月、修理完了。7月上旬以降、シチリア島上陸作戦（ハスキー作戦）にH部隊として参加した。7月16日マルタ北東沖でイタリア王立空軍のサヴォイア・マルケッティ SM.79に襲撃され、魚雷1本を被雷する。H部隊の戦艦「ウォースパイト」が本艦をマルタまで護衛するよう命じられた。「インドミタブル」は機関部に深刻な損傷を受けていたので、アメリカ東海岸のノーフォーク海軍工廠に入渠して本格的修理をおこなった。1944年5月まで修理を要した。

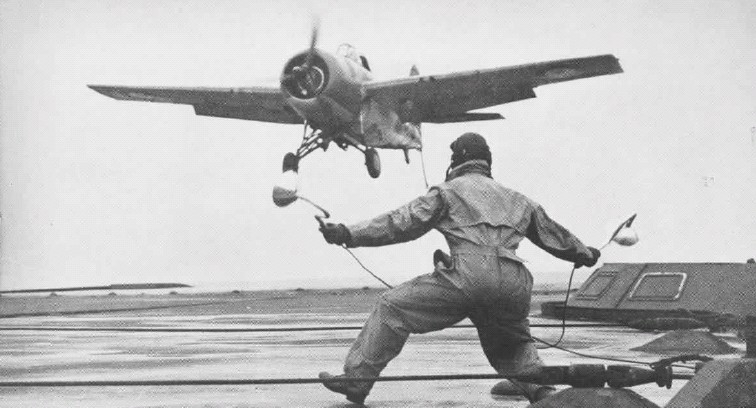
1944年に撮られた「インドミタブル」。着艦中の戦闘機はグラマン F4F マートレット

修理完了後イギリスに戻り、1944年6月12日に空母「ヴィクトリアス」と共にイギリスを離れ、地中海経由で7月7日にコロンボに到着した。東洋艦隊に編入された「インドミタブル」は、8月19日に「ヴィクトリアス」、戦艦「ハウ」などと共に出撃し、8月24日にスマトラ島空襲を行った。（バンケット作戦）。これ以降、9月18日にスマトラ島空襲、10月17日と19日にニコバル諸島空襲を実施した。
イギリス太平洋艦隊が新たに編成されると、「インドミタブル」もそれに加わり、スマトラ島の製油所攻撃（ロブソン作戦、レンティル作戦、メリディアン作戦）に参加。続いて第一空母戦隊は沖縄戦に参加する。アメリカ海軍の第5艦隊隷下においては、第57任務部隊として行動する。1945年5月4日、インドミタブルは特攻機の突入を受けた。5月20日、駆逐艦「クィリアム」と衝突、駆逐艦側の復帰は第二次世界大戦後になった。
沖縄戦が終わると、第5艦隊は第3艦隊となり、第57任務部隊も第37任務部隊に改称した。1945年11月、「インドミタブル」はイギリスに戻った。1947年から1950年にかけて近代化改装がおこなわれその後本国艦隊に編入された。1953年10月に予備艦となり、1955年には除籍の上スクラップとして売却された。

## 登場作品
ゲーム
『World of Warships』
tier8の艦艇として登場。
『アズールレーン』
SSR艦として登場。
『戦艦少女R』
図鑑No.319として登場。
小説
『ラバウル烈風空戦録』
シンガポール港にて鹵獲され、「剛龍」の艦名で帝国海軍に編入される。